# Tim Erlandsson
Tim Anders Junior Erlandsson (* 25. Dezember 1996) ist ein schwedischer Fußballspieler. Der Torwart, der in seiner bisherigen Karriere in England und Schweden unter Vertrag stand, nahm mit der schwedischen U-23-Nationalmannschaft an den Olympischen Sommerspielen 2016 teil.

## Werdegang
Erlandsson entstammt der Jugend des Halmstads BK. Dort fiel er den Verantwortlichen des Svenska Fotbollförbundet auf und avancierte zum Juniorennationalspieler. Er nahm mit der schwedischen U-17-Auswahlmannschaft an der U-17-Weltmeisterschaft 2013 teil, bei der nach einem 4:1-Erfolg über Argentinien im Spiel um den dritten Platz die Bronzemedaille gewonnen wurde. Dabei war er als Ersatzmann hinter Sixten Mohlin ohne Einsatz geblieben. Ab Sommer 2014 spielte er auf Leihbasis in der Jugend des englischen Klubs Nottingham Forest, der ihn im Juni 2015 fest verpflichtete und mit einem Drei-Jahres-Vertrag band. Dort kam er lediglich in der Reservemannschaft zum Zug, hielt sich aber unterdessen im Kreis der schwedischen Juniorennationalmannschaften. Erneut als Ersatzmann – dieses Mal von Andreas Linde – wurde er im Sommer 2016 für die Olympischen Spiele in Rio de Janeiro berufen, die Auswahlmannschaft holte jedoch in der Gruppenphase nur einen Punkt und schied frühzeitig aus.
Ende November 2016 verlieh Nottingham Forest Erlandsson an den AFC Barrow in die fünftklassige National League, da sich der dortige Stammtorhüter Joel Dixon schwer am Knie verletzt hatte. Nottingham Forest rief ihn jedoch bereits kurz vor Jahresende zurück. Wenige Tage später erhielt er – bis dato ohne Profieinsatz – seine erste Berufung in die schwedische A-Nationalmannschaft, als er den abgereisten Patrik Carlgren bei der traditionellen Januartour ersetzte. Letztlich blieb er aber bei den Spielen gegen die Elfenbeinküste und die Slowakei ohne Spieleinsatz. Mitte Januar 2017 wurde er erneut verliehen, dieses Mal in sein Heimatland zum Erstligaaufsteiger AFC Eskilstuna. Bei seinem neuen Klub war er auf Anhieb Stammspieler, stand jedoch von Saisonbeginn an im Abstiegskampf der Allsvenskan. Obwohl er die meisten Gegentore der Meisterschaft kassiert hatte, gehörte er Ende Mai zum von Håkan Ericson, dem Auswahltrainer der schwedischen U-21-Nationalmannschaft, für die U-21-Europameisterschaft 2017 berufenen Kader des Titelverteidigers. Hinter Anton Cajtoft blieb ihm abermals nur die Rolle des Ersatzmanns, die Auswahl scheiterte nach zwei Unentschieden und einer Niederlage in der Gruppenphase.
Kurz nachdem Erlandsson Anfang Januar 2019 seinen Vertrag bei Nottingham Forest aufgelöst hatte, unterzeichnete er einen sich über sechs Monate streckenden Kontrakt beim schwedischen Zweitligisten IK Frej. Hier blieb ihm hinter Jonas Olsson lediglich die Rolle des Ersatzmanns, einzig im Pokalwettbewerb kam er zu einem Einsatz. Daher trennten sich nach Vertragsablauf im Sommer die Wege, der Klub verpflichtete mit Emil Magnusson einen erfahrenen Nachfolger.
Im November 2019 unterzeichnete Erlandsson einen Zwei-Jahres-Vertrag beim Erstligisten Falkenbergs FF. Auch hier reihte er sich als Ersatzmann ein, hinter Johan Brattberg und Viktor Noring blieb ihm dabei die Rolle des dritten Tormanns.